# Енн Гетевей (дружина Шекспіра)
Енн Гетевей (англ. Anne Hathaway нар. 1556, Шоттері — пом. 6 серпня 1623, Стратфорд-апон-Ейвон) — дружина Вільяма Шекспіра, англійського поета, драматурга і актора. Одружившись у 1582 році, коли Гетевей було 26 років, а Шекспіру — 18, вона пережила чоловіка на 7 років. Про її життя відомо дуже мало, крім кількох згадок в юридичних документах. Її особистість і стосунки з Шекспіром стали предметом численних спекуляцій багатьох істориків і письменників.

## Біографія
Енн Гетевей народилась в 1556 році. Вважається, що виросла у Шоттері, селі на захід від Стратфорда-апон-Ейвоні в фермерському будинку, який був будинком сім'ї Гетевей і який знаходиться в Шоттері і зараз є головною туристичною визначною пам'яткою села. Її батько, Річард Гетевей, був фермером-йоменом. 
Батько помер у вересні 1581 року і залишив дочці суму в десять марок, яка повинна була бути виплачена «в день її одруження». 
У заповіті батька її ім'я вказано як «Агнес», в результаті чого деякі вчені вважають, що її слід називати — «Агнес Гетевей» (англ. Agnes Hathaway).

### Сім'я і діти

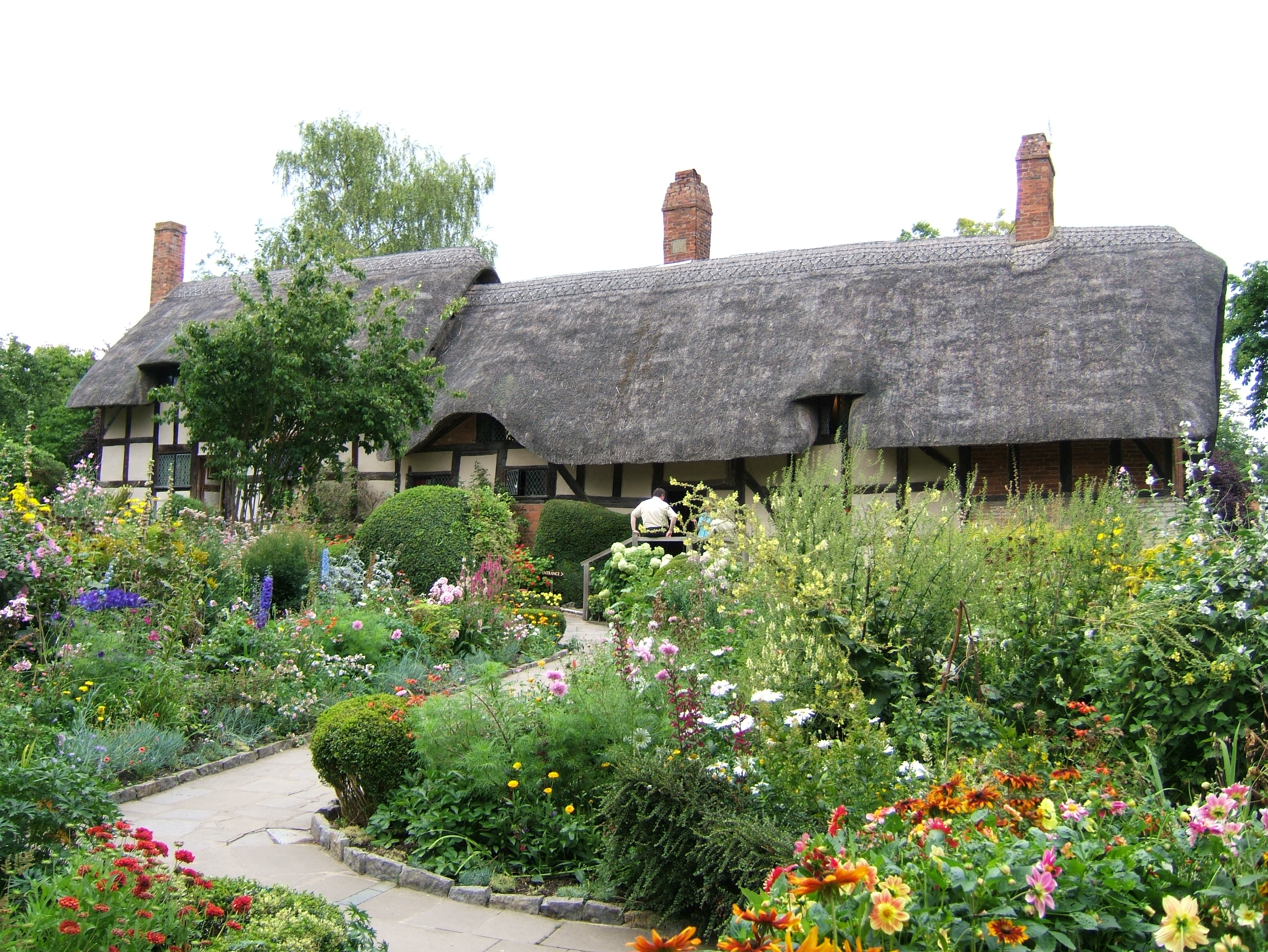
Сімейний котедж «Гетевей» недалеко від Стратфорда

Гетевей побралася з Шекспіром в листопаді 1582 року, будучи вже вагітною, і народила через шість місяців. Через різницю у віці та вагітність Гетевей деякі історики вважають, що це було «весілля на гарматний постріл», нав'язане сім'ї Гетевей дещо не бажаючим одружитися Шекспіром.
Деякий час вважалося, що цю точку зору підтверджують документи з Єпископального реєстру в Вустері, де на латині записано про видачу дозволу на весілля «Вільяму Шекспіру» і якоїсь «Енн Вейтлі» з Темпл-Графтона. На наступний день Фулк Сенделс і Джон Річардсон, друзі сім'ї Гетевей зі Стратфорда, підписали поруку на 40 фунт стерлінгів в якості фінансової гарантії весілля «Вільяма Шекспіра і Енн Гетевей». Френк Гарріс у книзі «Людина Шекспір» (1909) стверджував, що ці документи є доказом того, що Шекспір мав стосунки з двома жінками. Він вирішив одружитися з однією з них, Енн Вейтлі, але коли про це стало відомо, сім'я Гетевей негайно змусила його одружитися з їх вагітною родичкою. 
Гарріс вважає, що «ненависть Шекспіра до своєї дружини була безмірною» через те, що вона «заманила його в пастку», і що це послужило поштовхом до його рішення покинути Стратфорд і продовжити кар'єру в театрі.
Однак, за словами Стенлі Веллса, який пише в «Оксфордському компаньйоні до Шекспіра», більшість сучасних вчених вважають, що прізвище Вейтлі «майже напевно було результатом клерикальної помилки».
Жермен Ґрір в книзі «Дружина Шекспіра» стверджує, що різниця у віці між Шекспіром і Гетевей не є доказом того, що його змусили одружитися з нею, а свідчить про те, що саме він домагався її. Такі жінки, як сирота Гетевей, частково залишалися вдома, щоб піклуватися про молодших братів і сестер, і одружувалися у віці близько 20 років. В якості чоловіка у Шекспіра було мало перспектив; його сім'я розорилася, в той час як Гетевей з сім'ї, що мала гарне становище як в соціальному, так і в фінансовому плані, вважалася б знахідкою. Більш того, в той час «хрест на руці» і вагітність були частими провісниками законного шлюбу. Вивчаючи збережені записи Стратфорда-апон-Ейвоні і прилеглих сіл за 1580-і роки, Грір доводить, що два факти виділяються на загальному тлі: по-перше, багато наречених йшли до вівтаря вже вагітними, а по-друге, осінь, а не весна, була найпоширенішим часом для укладення шлюбу. Шекспір був зобов'язаний одружитися з Гетевей, яка завагітніла від нього, але немає підстав припускати, що це не завжди було його наміром. Майже напевно сім'ї нареченого і нареченої були знайомі.
Гетевей народила від Шекспіра трьох дітей: Сюзанну в 1583 році і близнюків Гемнет і Джудіт в 1585 році. Гемнет помер в 11 років під час одного з частих спалахів бубонної чуми і був похований в Стратфорді-апон-Ейвоні 11 серпня 1596 року. 
Крім документів, пов'язаних з її шлюбом і народженням дітей, єдиною зафіксованою згадкою про Енн Гетевей за її життя є цікавий заповіт пастуха її батька, Томаса Віттінгтона, який помер в 1601 році. Віттінгтон залишив 40 шилінгів «біднякам Стратфорда», додавши, що ці гроші були «в руках Анни Шекспір, дружини майстра Вільяма Шекспіра, і є моїм боргом, який буде виплачений моєму душеприказнику згаданим Вільямом Шекспіром або його помічниками відповідно до істинного змісту цього мого заповіту». Цей уривок інтерпретується по-різному. За однією з версій, Віттінгтон міг позичити Енн гроші, імовірно тому, що їй не вистачало готівки, поки чоловік був у від'їзді. Однак більш імовірно, що це була «неотримана заробітна плата або заощадження, що знаходяться на зберіганні», оскільки в заповіті також вказані борги, належні йому від її братів в тій же сумі.
У 1607 році донька Гетевей Сюзанна одружилася з місцевим лікарем Джоном Голлом, народивши в наступному році доньку Елізабет. Донька Джудіт одружилася з Томасом Куїні, виноградарем і власником таверни з хорошої сім'ї, в лютому 1616 року, коли їй був 31 рік, а йому 27. Пізніше Шекспір міг не схвалити цей вибір, коли з'ясувалося, що від Куїні завагітніла інша дівчина; крім того, Куїні не зміг отримати спеціальний дозвіл на весілля, необхідний під час Великого посту, що призвело до відлучення Джудіт і Томаса від церкви 12 березня. Незабаром після цього, 25 березня 1616 року, Шекспір змінив свій заповіт так, щоб Джудіт успадкувала 300 фунтів стерлінгів на своє ім'я, залишивши Куїні поза заповітом і передавши більшу частину свого майна Сюзанні та її чоловікові.
Іноді припускають, що Шекспір не злюбив свою дружину, але немає ніяких документів або листування, що підтверджують це припущення. Більшу частину їхнього подружнього життя він жив у Лондоні, писав і ставив свої п'єси, а вона залишалася в Стратфорді. Однак, за словами Джона Обрі, він повертався в Стратфорд на деякий час щороку. Коли в 1613 році він пішов з театру, він вважав за краще жити в Стратфорді з дружиною, а не в Лондоні.

### Заповіт Шекспіра
У своєму заповіті Шекспір, як відомо, заповідав дружині тільки одну річ — своє «друге найкраще ліжко з меблями». Тут немає згадки про «краще» ліжко, яке було б включено до основного заповіту Сюзанні. Цей заповіт Енн Гетевей часто інтерпретується як образа, що має на увазі, що Гетевей була в деякому сенсі лише «другою за значимістю» людиною в його житті. Було запропоновано кілька пояснень: по-перше, стверджувалося, що за законом Гетевей мала право на отримання однієї третини майна чоловіка, незалежно від його заповіту, хоча це оскаржувалося. Висловлювалося припущення, що Гетевей повинна була отримувати зміст від своїх дітей. Жермен Ґрір припускає, що заповіти були результатом домовлень, досягнутих під час шлюбу Сюзанни з доктором Голлом: вона (і, відповідно, її чоловік) успадкувала більшу частину майна Шекспіра. Шекспір мав ділові стосунки з доктором Голлом, і тому він призначив Джона та Сюзанну виконавцями свого заповіту. Доктор Голл і Сюзанна отримали спадщину і переїхали в Нью-Плейс після смерті Шекспіра. Це пояснює й інші приклади того, що заповіт Шекспіра був явно неблагородним, як, наприклад, ставлення до його молодшої дочки Джудіт.
Є відомості, що Гетевей могла бути фінансово забезпеченою сама по собі. У Національному архіві говориться, що «ліжка та інші предмети домашньої меблів часто були єдиним заповітом дружині», і що, як правило, діти отримували кращі речі, а вдова — другі за якістю. За часів Шекспіра ліжка процвітаючих городян були дорогою справою, іноді еквівалентним за вартістю невеликому будинку. Таким чином, заповіт був не таким незначним, як це може здатися в наш час. За єлизаветинським звичаєм, найкраще ліжко в будинку призначалося для гостей. Якщо це так, то ліжко, яке Шекспір заповів Гетевей, могло бути їх подружнім ложем і, отже, не повинне було образити її.
Однак у первинному варіанті заповіту Енн Гетевей взагалі не згадувалася. Тільки в серії доповнень, зроблених 25 березня 1616 року, трохи менше ніж за місяць до смерті Шекспіра, він заповідав дружині «друге найкраще ліжко з меблями». Стівен Грінблатт в книзі «Воля в світі» припускає, що, коли Шекспір лежав при смерті, «він намагався забути свою дружину, а потім згадував її на другосортному ліжку. І коли він думав про загробне життя, останнє, що він хотів, — це бути змішаним з жінкою, з якою він одружився». На надгробку Шекспіра у вівтарі Стратфордської церкви висічені чотири рядки: «Good friend for Jesus sake forbeare, To digg the dust encloased heare: Bleste be ye man y't spares thes stones, And curst be he't move my bones». «Можливо, Шекспір боявся, що його кістки будуть викопані і кинуті в найближчий чертог... але ще більше він боявся, що одного разу його могилу розкриють, щоб впустити тіло Енн Шекспір».

### Поховання

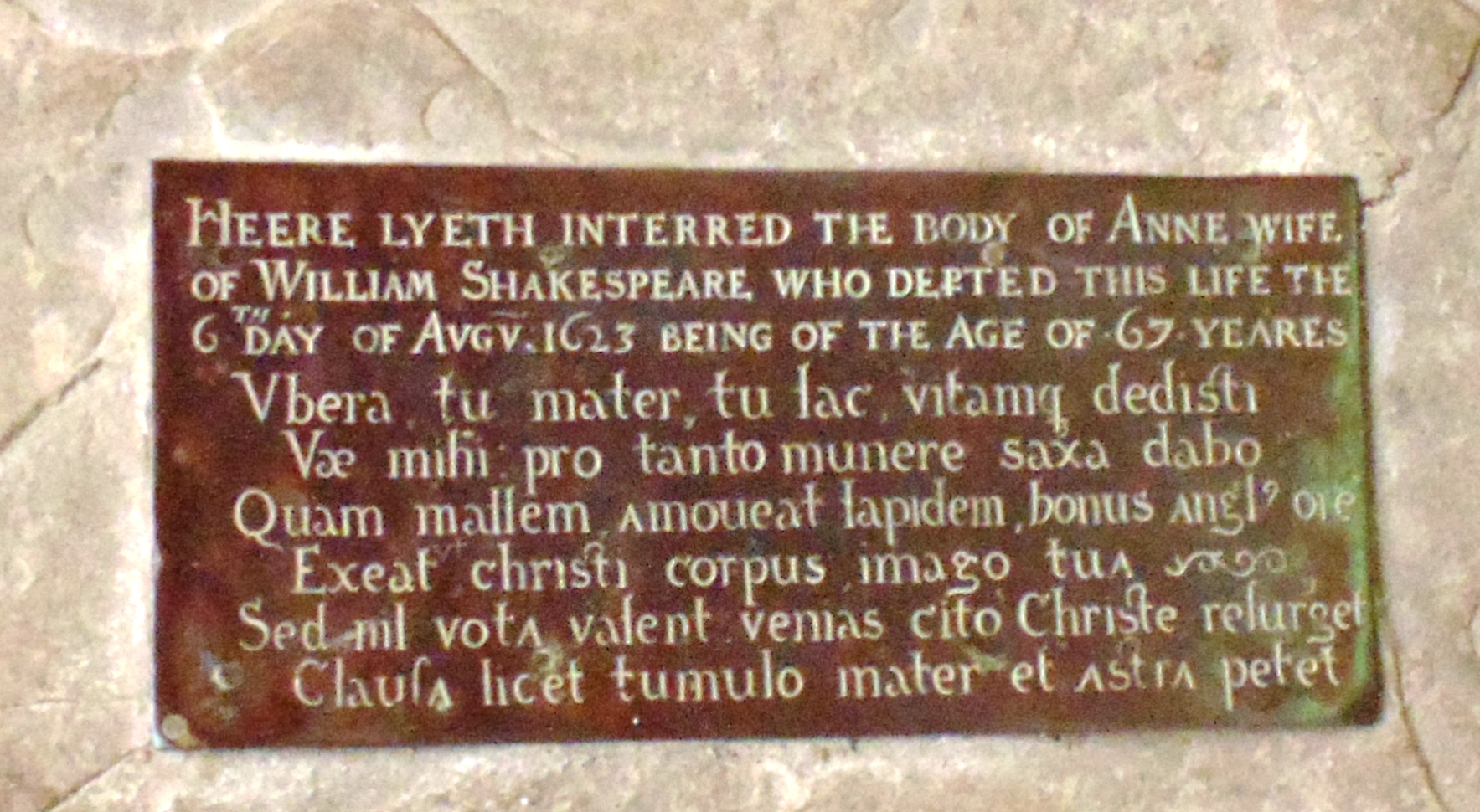
Мідний напис на надгробку Анни Шекспір в Церкві Святої Трійці, Стратфорд-апон-Ейвоні

За переказами, записаним в 1693 році, Гетевей «дуже хотіла» бути похованою разом з чоловіком. Насправді вона була похована в окремій могилі поруч з ним у Церкві Святої Трійці в Стратфорді-апон-Ейвоні. Напис говорить: «тут покоїться тіло Енн, дружини Вільяма Шекспіра, яка покинула це життя 6-го дня серпня 1623 року у віці 67 років». Далі напис латиною, яка перекладається як «Груди, про матір, молоко і життя ти дала. Горе мені, бо яке велике благодіяння я надаю камінню? Краще б я молився, щоб добрий ангел зрушив камінь, щоб, подібно тілу Христа, з'явився образ твій! Але мої молитви марні. Прийди швидше, Христос, щоб моя мати, хоча і закрита в цій гробниці, могла воскреснути і досягти зірок». Вважається, що напис був зроблений Джоном Голлом від імені його дружини, дочки Енн, Сюзанни.

## У мистецтві

### Шекспірівські сонети
Один з сонетів Шекспіра, «Сонет 145», як стверджують, містить посилання на Енн Гетевей: слова «hate away» можуть бути каламбуром (в єлизаветинській вимові) на «Hathaway». Також було висловлено припущення, що слова «і врятувала мені життя» не відрізнялися за вимовою від «Енн врятувала мені життя». Цей сонет відрізняється від всіх інших довжиною рядків.
Його досить проста мова і синтаксис дозволили припустити, що він був написаний набагато раніше інших більш зрілих сонетів.
Англійською мовою

Those lips that Love's own hand did make 

Breathed forth the sound that said 'I hate' 

To me that languish'd for her sake; 

But when she saw my woeful state 

Straight in her heart did mercy come, 

Chiding that tongue that ever sweet 

Was used in giving gentle doom, 

And taught it thus anew to greet: 

'I hate' she alter'd with an end, 

That follow'd it as gentle day 

Doth follow night, who like a fiend 

From heaven to hell is flown away; 

'I hate' from hate away she threw, 

And saved my life, saying 'not you.'

Українською мовою

"Ненавиджу" — убивче славо

Із уст зірвалося її.

Я остовпів, немов раптово

Торкнувсь гримучої змії.

Та, спочуття найшовши скоро,

Вона притримала язик,

Який давно мені навик

Шептать і ніжності, й докори.

"Ненавиджу" — та милі очі

Змінили раптом зір гнівний,

Так день погідний та ясний

Зміня грозову пору ночі.

"Так, я ненавиджу... — І враз

Вона докінчила: — … "не вас".

### Кінематограф
- «Загадка сонетів Шекспіра» (2005, телефільм) — Анна Чанселлор у ролі Енн Гетевей
- «Білл» (2015) — Марта Хоу-Дуглас у ролі Енн Гетевей
- «Ворон Вискочка» (2016—2020, телесеріал) — Лайза Тербак у ролі Енн Гетевей
- «Чиста правда» (2018) — Джуді Денч у ролі Енн Гетевей
- «Гамнет» (2025) — Джессі Баклі в ролі Енн Гетевей

## Котедж Енн Гетевей
Дитинство Енн Гетевей пройшло в будинку недалеко від Стратфорда-апон-Ейвоні в Ворикширі, Англія. Хоча його часто називають котеджем, насправді це просторий 12-кімнатний фермерський будинок з кількома спальнями, який зараз стоїть у великому саду. За часів Шекспіра він був відомий як Ферма Гьюлендс і до нього додавалося понад 36 гектарів землі. Як і в багатьох будинках того часу, в ньому було кілька димоходів для рівномірного розподілу тепла по будинку в зимовий час. Найбільший димохід використовувався для приготування їжі. У будинку також видно дерев'яні каркаси, що є характерною рисою традиційної архітектури в стилі Тюдорів.
Після смерті батька Енн Гетевей котедж перейшов до її брата Бартоломью і передавався у спадок сім'ї Гетевей до 1846 року, коли фінансові проблеми змусили їх продати його. В даний час він знаходиться у власності та під управлінням Фонду Shakespeare Birthplace Trust і відкритий для відвідувачів як музей.